# Église Sainte-Marie de Pontresina
Pour les articles homonymes, voir Église Sainte-Marie.
L'église Sainte-Marie (en romanche : baselgia Santa Maria) est une église calviniste du canton des Grisons, dans la vallée de la Haute-Engadine, qui est inscrite à la liste des biens culturels d'importance nationale. 
Elle se trouve à proximité du donjon de Spaniola, au-dessus du village de Pontresina. L'église appartient à la commune de Pontresina, contrairement à l'église paroissiale qui appartient à la communauté paroissiale.

## Historique
L'église Sainte-Marie était autrefois l'église paroissiale de Fuss, dépendant aujourd'hui de Pontresina. Elle dépend depuis 1640 de la paroisse Saint-Nicolas et sert à des mariages ou à des funérailles.

## Description
L'église est citée la première fois par écrit en 1450 (époque où la nef est reconstruite), mais elle est antérieure, car son clocher roman à l'angle sud-ouest, date du XIIe siècle, ainsi que les murs ouest et nord et une partie du mur sud. Le haut du clocher et sa toiture datent du XIXe siècle.
Le plan de l'église, qui peut contenir une centaine de fidèles, est basilical. La charpente du plafond est plate et l'abside semi-circulaire.
L'église est surtout fameuse pour ses fresque intérieures remarquables, peintes entre 1230 et 1495 qui notamment ont inspiré celles de l'église de Lavin, de l'église de Chamuesch et de l'église Saint-Jean de Celerina. On remarque dans le chœur, au-dessus de la place actuelle de l'orgue, un Christ en gloire (Majestas Domini), vêtu d'une toge rouge-orangé sur fond bleu et entouré d'une mandorle, qui ouvre la Bible sur ses genoux et bénit. Il est entouré des symboles des apôtres et des Pères de l'Église. Au-dessous se trouvent les douze apôtres sur fond de motif de draperie. Sous la voussure, les bustes de douze prophètes de l'Ancien Testament sont représentés. Les murs fermant l'abside représentent l'Annonciation et Marie-Madeleine ; à la place de l'ancien maître-autel aujourd'hui disparu se trouve une fresque de la Vierge. Les murs au-dessus des autels latéraux, aujourd'hui disparus, étaient autrefois recouverts de la peinture d'un baldaquin. 
Tous les murs de la nef, du sol au plafond, reprennent la vie du Christ en trente-six scènes (dont certaines sont à demi effacées). Les fresques datant de l'époque romane tardive (1230) sont fortement inspirées de l'art byzantin. Celles de 1495, selon la date inscrite à droite de l'arc du chœur, sont également remarquables par le rendu des expressions. On peut admirer un cycle de la vie de Marie-Madeleine, thème original pour une église de cette époque.
À l'extérieur, la fresque (1495) du porche montre une Vierge assise sur un trône, accompagnée de saint Pierre et d'un saint évêque, surmontée de saint Georges tuant le dragon.
Les fresques ont éré recouvertes pendant la Réforme et découvertes à nouveau en 1909 et restaurées. Elles ont été encore restaurées en 1913 et en 1962-1976.